# Liste der Baudenkmäler in Bad Driburg
Die Liste der Baudenkmäler in Bad Driburg enthält die denkmalgeschützten Bauwerke auf dem Gebiet der Stadt Bad Driburg im Kreis Höxter in Nordrhein-Westfalen (Stand: Januar 2021). Diese Baudenkmäler sind in der Denkmalliste der Stadt Bad Driburg eingetragen; Grundlage für die Aufnahme ist das Denkmalschutzgesetz Nordrhein-Westfalen (DSchG NRW).

| Bild                                             | Bezeichnung                                                               | Lage                                                | Beschreibung | Bauzeit                                                  | Eingetragen seit   | Denkmal- nummer |
| ------------------------------------------------ | ------------------------------------------------------------------------- | --------------------------------------------------- | --- | -------------------------------------------------------- | ------------------ | --------------- |
| weitere Bilder                                   | Weberhaus, Friedrich-Wilhelm-Weber-Museum                                 | Alhausen Weberplatz Karte                           | Vierständerbau mit Mitteldeele und Upkammer. Geburtshaus von Friedrich Wilhelm Weber.                                                                         | 1793                                                     | 19. September 1983 | A 3             |
| weitere Bilder                                   | Kath. Pfarrkirche St. Vitus                                               | Alhausen Weberring 61 Karte                         | | 1907–1911                                                | 26. Juni 1984      | A 40            |
| Zehntscheune Alhausen                            | Zehntscheune Alhausen                                                     | Alhausen Auf der Steinbrücke Karte                  | großer verputzter Bruchsteinbau | 18. Jahrhundert                                          | 1. März 1990       | A 54            |
| BW                                               | Wirtschaftsgiebel                                                         | Alhausen In der Stiege 6 Karte                      | |                                                          | 9. Oktober 1995    | A 57            |
| Kriegerehrenmal                                  | Kriegerehrenmal                                                           | Alhausen Weberring Karte                            | Sandsteinobelisk auf dreieckigem Grundriss |                                                          | 8. September 1997  | A 63            |
| Hochkreuz                                        | Hochkreuz                                                                 | Alhausen Auf der Thingstätte Karte                  | Unter einem Naturdenkmal stehendes Sandsteinkreuz mit kurzem horizontalem Kreuzbalken mit Inschrift                                                           | 1844                                                     | 8. September 1997  | A 70            |
| Hochkreuz                                        | Hochkreuz                                                                 | Alhausen In der Stiege Karte                        | Sandsteinkreuz mit INRI-Tafel auf hohem, mehrfach profiliertem Sockel mit Inschrift und Datierung                                                             | 1846                                                     | 8. September 1997  | A 71            |
| Ehemaliges Bauernhaus                            | Ehemaliges Bauernhaus                                                     | Alhausen Weberring 12 Karte                         | Giebelständiges Vierständer-Längsdeelenhaus auf Natursteinsockel unter mit Pfannen gedecktem Satteldach                                                       | 1794                                                     | 8. Dezember 2003   | A 76            |
| weitere Bilder                                   | Burg Dringenberg                                                          | Dringenberg Burgstraße 1 Karte                      | | 1318–1323 1488 u. 1547 erweitert 1646 wieder hergestellt | 19. September 1983 | A 4             |
| weitere Bilder                                   | Stadthalle                                                                | Dringenberg Burgstraße 3 Karte                      | | 1682                                                     | 19. September 1983 | A 5             |
| weitere Bilder                                   | Heiligenhäuschen                                                          | Dringenberg Zur Dringe/Querweg Karte                | | 1716                                                     | 19. September 1983 | A 6             |
| weitere Bilder                                   | Alte Stadtmauer                                                           | Dringenberg                                         | alte Stadtmauer | 14. Jahrhundert                                          | 26. Juni 1984      | A 7             |
| weitere Bilder                                   | Ehemaliges Rathaus                                                        | Dringenberg Burgstraße 30 Karte                     | Fachwerkhaus mit großen Gewölbekeller | 17. Jahrhundert                                          | 26. Juni 1984      | A 8             |
| Alte Stadtmauer                                  | Alte Stadtmauer                                                           | Dringenberg Karte                                   | Befestigungsmauer des Burgareals | 14. Jahrhundert                                          | 26. Juni 1984      | A 29 – A 33     |
| Ehem. Burgmannshof                               | Ehem. Burgmannshof                                                        | Dringenberg Hans-Krako-Straße 19 Karte              | |                                                          | 26. Juni 1984      | A 34            |
| Alte Schule                                      | Alte Schule                                                               | Dringenberg Burgstraße 15 Karte                     | |                                                          | 26. Juni 1984      | A 35            |
| weitere Bilder                                   | Kath. Pfarrkirche „Mariä Geburt“                                          | Dringenberg Burgstraße 28 Karte                     | |                                                          | 26. Juni 1984      | A 36 Wikidata   |
| weitere Bilder                                   | Liboriuskapelle                                                           | Dringenberg Schonlau Karte                          | |                                                          | 26. Juni 1984      | A 37            |
| Gut Rothehaus                                    | Gut Rothehaus                                                             | Siebenstern Rohehaus 1 Karte                        | |                                                          | 26. Juni 1984      | A 38            |
| BW                                               | Gewölbekeller                                                             | Dringenberg Hans-Krako-Straße 25 Karte              | |                                                          | 24. September 1985 | A 45            |
| BW                                               | Bauernhaus                                                                | Dringenberg Schonlaublick 2 Karte                   | |                                                          | 28. Januar 1988    | A 53            |
| weitere Bilder                                   | Schöpfemühle Dringenberg                                                  | Dringenberg Karte                                   | |                                                          | 27. November 1991  | A 56            |
| weitere Bilder                                   | Jüdischer Friedhof                                                        | Dringenberg Schonlaublick Karte                     | |                                                          | 9. Oktober 1995    | A 58            |
| Bildstock                                        | Bildstock                                                                 | Dringenberg Wanderweg Karte                         | |                                                          | 8. September 1997  | A 66            |
| Kriegerehrenmal                                  | Kriegerehrenmal                                                           | Dringenberg Burgstraße 30 Karte                     | | 1907                                                     | 8. September 1997  | A 67            |
| Kriegerehrenmal in der Kirchenmauer              | Kriegerehrenmal in der Kirchenmauer                                       | Dringenberg bei Burgstraße 28 Karte                 | |                                                          | 8. September 1997  | A 68            |
| BW                                               | Wappenstein                                                               | Dringenberg Hans-Krako-Straße 19 Karte              | |                                                          | 29. April 1998     | A 73            |
| BW                                               | Wohnhaus (nur Bruchsteinkeller)                                           | Dringenberg Hans-Krako-Straße 9 Karte               | |                                                          | 23. November 1999  | A75             |
| BW                                               | Altes Bauernhaus                                                          | Dringenberg Burgstraße 31 Karte                     | |                                                          | 13. Juni 2008      | A79             |
| Wegekreuz                                        | Wegekreuz                                                                 | Dringenberg zwischen Oese und Walme Karte           | | 1715                                                     | 13. Juni 2008      | A80             |
| Grünanlage, Sandsteinkreuz                       | Grünanlage, Sandsteinkreuz                                                | Erpentrup an der Straße „Am Breitenbach“ Karte      | |                                                          | 25. Mai 1987       | A 49            |
| weitere Bilder                                   | Kath. Pfarrkirche St. Urbanus                                             | Herste Urbanusplatz 1 Karte                         | Neugotische Saalkirche | 1907                                                     | 26. Juni 1984      | A 39            |
| Fachwerkhaus                                     | Fachwerkhaus                                                              | Herste Zur Kelterburg 6 Karte                       | |                                                          | 5. November 1996   | A 62            |
| weitere Bilder                                   | Ehrendenkmal für C. G. Rommenhöller                                       | Herste Schmechtener Straße Karte                    | | 1932                                                     | 12. Dezember 2007  | A78             |
| weitere Bilder                                   | Koerfer-Quelle                                                            | Herste Eschersbreite Karte                          | ehemalige Wasserversorgung am Alten Postweg zwischen Bad Driburg und Brakel, benannt nach dem Landrat Karl Körfer, aufgegeben 1963, restauriert 2011          | 1910                                                     | 24. September 2012 | A81             |
| weitere Bilder                                   | Ruinenreste der Iburg                                                     | Driburg Karte                                       | | vor 799                                                  | 19. September 1983 | A 1             |
| Gräfliches Bad                                   | Gräfliches Bad                                                            | Driburg                                             | |                                                          | 26. Juni 1984      | A 2             |
| Rest eines Burgmannshofes (Höpperburg)           | Rest eines Burgmannshofes (Höpperburg)                                    | Driburg Lange Straße 57 Karte                       | |                                                          | 26. Juni 1984      | A19             |
| weitere Bilder                                   | Stadtpfarrkirche St. Peter und Paul                                       | Driburg Karte                                       | |                                                          | 26. Juni 1984      | A 20            |
| Bildstock auf dem Westfriedhof                   | Bildstock auf dem Westfriedhof                                            | Driburg Lange Straße Karte                          | | 1712                                                     | 26. Juni 1984      | A 21            |
| weitere Bilder                                   | St. Johanneskapelle                                                       | Driburg Kapellenstraße Karte                        | | 1848                                                     | 26. Juni 1984      | A 22            |
| Ehemalige Schule                                 | Ehemalige Schule                                                          | Driburg Schulstraße 24 Karte                        | |                                                          | 25. November 1985  | A 46            |
| weitere Bilder                                   | Alte Vikarie                                                              | Driburg Schulstraße 6 Karte                         | beherbergt das Glasmuseum Bad Driburg | 1900                                                     | 6. März 1986       | A 47            |
| weitere Bilder                                   | Evangelische Kirche                                                       | Driburg Brunnenstraße Karte                         | Sandsteinquaderbau, einschiffiger Saalbau mit hochgezogenem Rechteckchor                                                                                      | spätes 19. Jahrhundert                                   | 15. Mai 1987       | A 50            |
| weitere Bilder                                   | Bahnhofsempfangsgebäude und Bahnsteigüberdachung und Güterschuppen        | Driburg Karte                                       | | 1864                                                     | 15. Mai 1987       | A 51            |
| weitere Bilder                                   | Kriegerehrenmal am Schützenplatz                                          | Driburg Ecke Schützenstraße/Kapellenstraße Karte    | Ehrenmal für die in den Kriegen von 1864, 1866 und 1870/71 gefallenen Driburger Soldaten                                                                      | 1880                                                     | 25. September 1990 | A 55            |
| weitere Bilder                                   | Jüdischer Friedhof                                                        | Driburg Schirrmannweg Karte                         | |                                                          | 9. Oktober 1995    | A 59            |
| Gymnasium St. Xaver                              | Gymnasium St. Xaver                                                       | Driburg Dringenberger Straße 32 Karte               | | 1915, 1924                                               | 15. Mai 1998       | A 74            |
| weitere Bilder                                   | Kapelle St. Josef                                                         | Kühlsen Karte                                       | Dreiseitig geschlossener Saal mit Dachreiter und Holztonne | 1767 1955 erweitert                                      | 19. September 1983 | A 9             |
| Nepomukstatue                                    | Nepomukstatue                                                             | Neuenheerse Stiftstraße/Nethebrücke Karte           | | 1767                                                     | 19. September 1983 | A 10            |
| weitere Bilder                                   | Asseburg’sche Kurie                                                       | Neuenheerse Asseburger Straße 1 Karte               | |                                                          | 19. September 1983 | A 11 Wikidata   |
| Stiftsamtmannshaus                               | Stiftsamtmannshaus                                                        | Neuenheerse Asseburger Straße 7 Karte               | |                                                          | 19. September 1983 | A 12            |
| Kurie St. Quintini                               | Kurie St. Quintini                                                        | Neuenheerse Am Netheborn 3 Karte                    | |                                                          | 19. September 1983 | A 13            |
| Erste Pastorat                                   | Erste Pastorat                                                            | Neuenheerse Stiftstraße 7 Karte                     | |                                                          | 19. September 1983 | A 14            |
| weitere Bilder                                   | Ehemaliges Abteigebäude Stift Heerse                                      | Neuenheerse Stiftstraße 2 Karte                     | |                                                          | 19. September 1983 | A 15            |
| weitere Bilder                                   | Alte Dechanei (Stift Heerse)                                              | Neuenheerse Stiftstraße 3 Karte                     | Fachwerkgiebelhaus mit späteren Anbauten | 1689                                                     | 19. September 1983 | A 16            |
| weitere Bilder                                   | Regionalforstamt Hochstift                                                | Neuenheerse Stiftstraße 15 Karte                    | | vor 1840                                                 | 19. September 1983 | A 17            |
| Kalandhaus Kalandsbruderschaft Neuenheerse       | Kalandhaus Kalandsbruderschaft Neuenheerse                                | Neuenheerse Am Netheborn 2 Karte                    | |                                                          | 26. Juni 1984      | A 23            |
| weitere Bilder                                   | Kath. Pfarrkirche St. Saturnina (ehemalige Stiftskirche des Stift Heerse) | Neuenheerse Karte                                   | |                                                          | 26. Juni 1984      | A 24            |
| weitere Bilder                                   | Kluskapelle St. Antonius Eremit                                           | Neuenheerse Antoniuskapelle Karte                   | | 1704                                                     | 26. Juni 1984      | A 25            |
| weitere Bilder                                   | 6 barocke Bildstöcke am Weg zur Kluskapelle                               | Neuenheerse                                         | |                                                          | 26. Juni 1984      | A 26            |
| BW                                               | Torbogen des zweiten Pfarrhauses                                          | Neuenheerse Gemmekestraße 2 Karte                   | |                                                          | 26. Juni 1984      | A 27            |
| Kurie St. Petri                                  | Kurie St. Petri                                                           | Neuenheerse Taildor 7 Karte                         | |                                                          | 26. Juni 1984      | A 28            |
| Alte Klostermühle                                | Alte Klostermühle                                                         | Neuenheerse Asseburger Straße 4 Karte               | |                                                          | 7. November 1984   | A 44            |
| weitere Bilder                                   | Werksteinobelisk                                                          | Neuenheerse Karte                                   | |                                                          | 25. Mai 1987       | A 48            |
| weitere Bilder                                   | Kriegerehrenmal                                                           | Neuenheerse Stiftsstraße Karte                      | |                                                          | 1. August 1997     | A 65            |
| weitere Bilder                                   | Kluskapelle                                                               | Pömbsen Kapellenberg Karte                          | Renaissance, einschiffig, gerade geschlossen. Dachreiter. Kreuzgewölbe mit Graten. Fenster rundbogig. Von Bildstöcken umstanden. Ausstattung: Kruzifix, Altar | 1687                                                     | 19. September 1983 | A 18            |
| Kath. Pfarrkirche Mariä Himmelfahrt              | Kath. Pfarrkirche Mariä Himmelfahrt                                       | Pömbsen Kreuzstraße 12 Karte                        | schlichter 3-jochiger Saalbau mit dreisichtig geschlossenem Chor                                                                                              | 1678–1687 Westturm 1719                                  | 26. Juni 1984      | A 42            |
| weitere Bilder                                   | Fassade des Kurhauses und Brunnenanlage                                   | Hermannsborn 1 und 4 Karte                          | |                                                          | 18. September 1984 | A 43            |
| BW                                               | Fachwerkhaus                                                              | Pömbsen Kreuzstraße 3 Karte                         | |                                                          | 31. Juli 1997      | A 64            |
| BW                                               | Hochkreuz                                                                 | Pömbsen Ecke Nieheimer Straße/Erwitzer Straße Karte | |                                                          | 8. September 1997  | A 69            |
| Kath. Pfarrkirche St. Martin                     | Kath. Pfarrkirche St. Martin                                              | Reelsen Im Lerchenfeld 1 Karte                      | Neuromantischer Zentralbau | 1908                                                     | 26. Juni 1984      | A 41            |
| Bauernhaus                                       | Bauernhaus                                                                | Reelsen Große Straße 14 Karte                       | | 1627                                                     | 28. Januar 1988    | A 52            |
| Schloßanlage mit allen Nebengebäuden und Anlagen | Schloßanlage mit allen Nebengebäuden und Anlagen                          | Reelsen Schlossallee 3 Karte                        | |                                                          | 10. April 1996     | A 60            |
| Alte Schule                                      | Alte Schule                                                               | Reelsen Große Straße 3 Karte                        | |                                                          | 21. Dezember 2004  | A 77            |